# Liste des béatifications prononcées par Benoît XV
 (mai 2024).
Si vous disposez d'ouvrages ou d'articles de référence ou si vous connaissez des sites web de qualité traitant du thème abordé ici, merci de compléter l'article en donnant les références utiles à sa vérifiabilité et en les liant à la section « Notes et références ».
Cette page dresse la liste des personnes béatifiées par le pape Benoît XV.
Le pape Benoît XV (3 septembre 1914 - 22 janvier 1922) a procédé aux béatifications suivantes :

## 1917
| N° | Image | Bienheureux                                | Date de béatification | Lieu de béatification                   | Informations |
| -- | ----- | ------------------------------------------ | --------------------- | --------------------------------------- | --- |
| 1. |       | Joseph-Benoît Cottolengo Saint depuis 1934 | 28 avril 1917         | Basilique Saint-Pierre, Cité du Vatican | (1786-1842), prêtre italien fondateur de l' institut caritatif la Petite Maison de la Divine Providence                                |
| 2. |       | Anne de Saint-Barthélemy                   | 6 mai 1917            | Basilique Saint-Pierre, Cité du Vatican | (1549-1626), religieuse espagnole de l'ordre des Carmes déchaux carmélite, mystique, disciple et secrétaire de sainte Thérèse d'Avila. |

## 1918
| N° | Image | Bienheureux          | Date de béatification | Lieu de béatification                   | Informations                                                           |
| -- | ----- | -------------------- | --------------------- | --------------------------------------- | ---------------------------------------------------------------------- |
| 1. |       | Nuno Álvares Pereira | 23 janvier 1918       | Basilique Saint-Pierre, Cité du Vatican | (1360-1431), laïque et militaire portugais (canonisé le 26 avril 2009) |

## 1920
| N° | Image | Bienheureux                             | Date de béatification | Lieu de béatification                   | Informations |
| -- | ----- | --------------------------------------- | --------------------- | --------------------------------------- | --- |
| 1. |       | Louise de Marillac                      | 9 mai 1920            | Basilique Saint-Pierre, Cité du Vatican | (1591-1660) religieuse française, fondatrice avec saint Vincent de Paul des Filles de la Charité (canonisée le 11 mars 1934 ; proclamée sainte Patronne des œuvres sociales et des travailleurs sociaux) |
| 2. |       | Anne-Marie Taigi                        | 30 mai 1920           | Basilique Saint-Pierre, Cité du Vatican | (1769-1837), laïque italienne membre du ties-ordre de Ordre de la Très Sainte Trinité et de la Rédemption des Captifs, mysitque |
| 3. |       | Martyrs de l’Ouganda Saints depuis 1964 | 6 juin 1920           | Basilique Saint-Pierre, Cité du Vatican | Groupe de 22 martyrs catholiques tués entre novembre 1885 et janvier 1887). Parmi lesquels : - André Kaggwa - Achille Kiwanuka - Charles Lwanga - Adolphe Ludigo Mkasa - Joseph Mkasa Balikuddembé - Kizito |
| 4. |       | Thérèse Fantou et ses 3 compagnes       | 13 juin 1920          | Basilique Saint-Pierre, Cité du Vatican | (1747- 1794), religieuse française de la congrégation des Filles de la charité de saint Vincent de Paul, elle est martyrisée durant la Révolution française, en même temps que ses compagnes Madeleine Fontaine, Françoise Lanel et Jeanne Gérard. |
| 5. |       | Ursulines martyres de Valenciennes      | 13 juin 1920          | Basilique Saint-Pierre, Cité du Vatican | († 1794) groupe de onze religieuses françaises de l'ordre de Sainte-Ursule, guillotinées durant la Révolution, entre le 17 et le 23 octobre 1794 : - Marie-Nathalie de Saint-Louis, la première exécutée, elle s'écrie sur l'échafaud : « Allons, le jour de gloire est arrivé ! ». - Laurentine de Saint-Stanislas - Marie-Ursule Bourla - Marie-Louise de Saint-François-d'Assise - Marie-Augustine Desjardins, - Marie-Clotilde de Saint-François-Borgia, la supérieure. - Marie-Scholastique de Saint-Jacques et Joséphine Leroux, sœurs de sang, elles sont exécutées ensemble le 23 octobre. - Marie-Françoise Lacroix et Anne-Marie Erraux, anciennes religieuses brigittines entrées chez les Ursulines de Valenciennes en 1793, elles sont exécutées ensemble le 23 octobre. - Marie-Cordule de Saint-Dominique : elle pria pour partager le sort de ses sœurs alors qu'elle avait été oubliée dans sa cellule, elle est la dernière exécutée. |

## 1921
| N° | Image | Bienheureux                      | Date de béatification | Lieu de béatification                   | Informations                                                        |
| -- | ----- | -------------------------------- | --------------------- | --------------------------------------- | ------------------------------------------------------------------- |
| 1. |       | Dominique Spadafora              | 4 janvier 1921        | Basilique Saint-Pierre, Cité du Vatican | (1450-1521), religieux italien de l'ordre des Prêcheurs.            |
| 2. |       | Marguerite de Lorraine-Vaudémont | 19 mars 1921          | Basilique Saint-Pierre, Cité du Vatican | (1463-1521), Duchesse d'Alençon, bienfaitrice, religieuse clarisse. |